# Eudarcia sacculata
Eudarcia sacculata is een vlinder uit de familie van de Meessiidae. Deze soort is voor het eerst wetenschappelijk beschreven als Afrocelestis sacculata door László Anthony Gozmány in een publicatie uit 1968.
De soort komt voor in Sierra Leone en Ghana.